# Veronicella sloanii
Veronicella sloanii är en snäckart som först beskrevs av Cuvier 1817.  Veronicella sloanii ingår i släktet Veronicella och familjen Veronicellidae. Inga underarter finns listade i Catalogue of Life.